# Arthroplea
Famille
Genre
Arthroplea est un genre d'insectes de l'ordre des éphéméroptères, seul genre de la famille des Arthropleidae.

## Liste d'espèces
Selon insecta.bio.pu.ru :
- Arthroplea bipunctata (McDunnough, 1924)
- Arthroplea congener Bengtsson, 1908